# Az Ír-sziget megyéi
Történelmének egy jelentős részében az Ír-sziget 32 megyére (írül contae vagy condae, kiejtve cʊndeː) volt osztva. Két történelmi megye (Desmond megye és Coleraine megye) ma már nem létezik. Több megye nevet változtatott.
Amikor 1921-ben Írország kettévált, az Ír Köztársasághoz 26 hagyományos megye került, a többi hat pedig átkerült Észak-Írországhoz.
Az Észak-Írországhoz csatolt területek hivatalosan már nem megyék, területük az Egyesült Királyság közigazgatásának részét képezi, így a megyék helyett önkormányzati kerületet (angolul district) hoztak létre. A Köztársaság területén két megyét kisebb részekre osztottak, így ma az ország közigazgatása 29 megyéből áll. Az új megyéket – mint például a Nagy-Dublin régió felosztásával létrejött Dún Laoghaire-Rathdown-t és Fingalt – szinte csak hivatalos kiadványokban használják, hétköznap igen ritkán (sok állampolgár a létezésükről sem tud). Írország nagyobb városai közül több a megyékkel azonos státuszú.
A 32 hagyományos megye alapján szerveződött meg az ír sportélet. Ma is ezeket tekinti szervezeti egységeinek többek közt a Gael Atlétikai Szövetség és az írek gyakran használják ezek nevét különböző helyzetekben.
A sziget tartományokra való felosztása jóval régebbi eredetű. A megyék a normann, illetve a brit fennhatóság idején fejlődhettek ki a korábbi kelta törzsi királyságokból.
Az ír használatban a megye szó majdnem mindig a név előtt áll, vö. "County Clare" Írországban, de "Clare County"  Michiganben, az Amerikai Egyesült Államokban. A korábbi "Király megyéje" és "Királynő megyéje" ("King's County" és "Queen's County") kivételek voltak; ezek neve ma County Offaly és County Laois.

## A hagyományos megyék térképe
Ezek nem egyeznek meg pontosan a mai közigazgatási egységekkel. Az 1-es számmal jelölt Dublin felosztása kettővel, a 19-es Tipperaryé eggyel növelte a megyék számát a közigazgatásban.
| Írföld megyéi. | Írország 1. Dublin megye (Dun Laoghaire-Rathdown, Fingal, Dél-Dublin és Dublin főváros)1 2. Wicklow 3. Wexford 4. Carlow 5. Kildare 6. Meath 7. Louth 8. Monaghan 9. Cavan 10. Longford 11. Westmeath 12. Offaly 3 13. Laois 3 14. Kilkenny 15. Waterford 16. Cork | 1. Kerry 2. Limerick 3. Tipperary 4. Clare 5. Galway 6. Mayo 7. Roscommon 8. Sligo 9. Leitrim 10. Donegal Észak-Írország 1. Fermanagh 2. Tyrone 3. Londonderry2 4. Antrim 5. Down 6. Armagh |

1. Dun Laoghaire-Rathdown, Fingal, Dél-Dublin és Dublin Város Tanácsa a korábbi Dublin megye területeit ölelik fel.

2. Gyakran csak Derry: lásd Derry-Londonderry névvita

3. Offaly és Laois az 1920-as évekig a "Király megyéje", illetve a "Királynő megyéje" néven voltak ismertek.

## Történelmi fejlődésük
Írország politikai földrajza több-kevesebb pontossággal a 7. századig követhető vissza. Abban az időben a sziget 150 tuath (többes számban tuatha) nevű igazgatási egységre oszlott. Minden egyes tuath független törvényhozás alá tartozó emberek önálló csoportja volt, amelyet a Rí Tuaithe nevű főnök (törzsi király, gyakran a klán főnöke) vezetett.
Már a 6. században létezett a sziget egy másik felosztása is, ekkor a terület ötödökből (cúigí, egyes számban cúige) állt. Az öt ír történelmi tartomány közül négyet ezekről neveztek el: Uladh (a mai Ulster), Laighean (Leinster), Connachta (Connacht) és Mumha (Munster). Az ötödik ötöd, Mídh (Meath), a jelenlegi Meath, Westmeath és Longford megyékkel valamint a mai Leinsterben található Offalyval esett egybe (Louthot Ulster részének tartották).
A 12. században elkezdődött Anglia uralkodóinak támadásai (ezeket a szigeten "normann inváziók" néven emlegették). Az angolok saját területeikhez hasonlóan kezdték el kormányozni az ír területeket, megyékre osztva őket (angolul shire vagy county). A saját megyéik felosztását követendő cantred nevű területi egységeket adományoztak az angol-normann nemességnek, amelyekből később báróságok lettek (angolul barony). Ez utóbbiak idővel angol mintára "birtokok" (angol manor) és "majorok" (townland) lettek. (Sok esetben azonban a báróság és a major is korábbi, a normannok előtt kialakult egységekkel esett egybe.) Írországban egyes források szerint 331 báróság volt, amelyeket "civil egyházközségekre" ("civil parish") osztottak, az ezer acre-től néhány ezer acre területű majorok száma 60 ezerre tehető. A majorokat néha még kisebb egységekre, negyedekre osztották, de jogilag ezeket nem definiálták.
A megyék és státuszuk kialakításában fontos mérföldkő volt a az ír helyi önkormányzatokról szóló törvény, amelyet 1898-ban fogadtak el Londonban.

### Korábbi megyenevek
Korábbi megyenevek: Coleraine megye (ami Londonderry megye alapját képezte), Alsó- és Felső-Tyrone (amelyeket összevontak) és Desmond (amelyet felosztottak Cork és Kerry között.
Korábban létezett Carrickfergus megye is, amely nagyobb volt, mint a mai Carrickfergus borough. Tipperary megyét 1898-ban, amikor a megyerendszert elkezdték a közigazgatásban is alkalmazni, Észak-Tipperary és Dél-Tipperary megyékre bontották. A közelebbi múltban, 1994-ben Dublin megyét osztották fel, Dun Laoghaire-Rathdown, Fingal és Dél-Dublin egységekre.

## Az Ír Köztársaságban

### Közigazgatás
Az elmúlt évtizedekben a helyi önkormányzatok sokat veszítettek korábbi feladat- és jogköreikből Írországban, de még mindig vannak teendőik a helyi tervezésben, útfenntartásban, egészségügyben és közművelődésben. A választási kerületek is jórészt a megyehatárokat követik.  Az adminisztratív határokban, amelyek korábban akár még városokat is kettéosztottak, kiküszöbölték az egyenetlenségeket.
Az Ír Köztársaságban az eredeti 26, későbbi 29 megyén kívül Dublin, Cork, Limerick, Waterford és Galway "városi tanácsai" (city council) is a megyei tanácsokkal (county council) azonos jogokkal rendelkeznek, így a megyei közigazgatási szint összesen 34 tagú. A többi város alacsonyabb szintet képviselő városi tanáccsal rendelkezik (town council). Ilyen tanácsa van Kilkennynek, bár nevében viselheti a "city" szót (City of Kilkenny).
A megyei szintet átfedő bizonyos tevékenységeket az Európai Unió elvárásainak megfelelően regionális szintre emelték.

### Oktatás
A szakképzési bizottságok rendszere a hagyományos megyékre épült (kivéve a korábbi Tipperary megyében, ahol ebben a rendszerben is Észak-Tipperary és Dél-Tipperary részekre bomlik) és Dublin, Cork, Limerick, Galway  és Waterford saját bizottságokkal rendelkeznek. Dún Laoghaire az egyedüli a nem city státuszú városok közül, amelynek szintén van saját bizottsága.

### Választások
Az általános választások választókörzeteit az ír törvények szerint a megyék határaihoz alkalmazkodva kell szervezni. Ezt a megyék különböző népességnagysága miatt csak úgy lehet megoldani, hogy a népesebb megyékben több választókörzet van, máshol viszont két megye is alkothat egy választókerületet (mint Sligi és Leitrim). Dublin várost és megyét 12 választókerületre osztották.

## Észak-Írország
Észak-Írországban 1973-ban jelentősen átszervezték a közigazgatást. A korábbi hat megye és két megyei város (county borough; Belfast és Londonderry) helyett 26 kerületet állítottak fel. Itt a kerületek nem követik a megyék határait.
Bizonyos célokra a régi felosztás (hat megye, két county borough) mégis fennmaradt: a brit uralkodó továbbra is megyénként delegálja személyes képviselőjét (Lord Lieutenant), a megyék külön rendszámtáblákkal rendelkeznek és külön postai kódjuk van.

## Betűrendi lista
| Megye                  | Korábbi neve           | Tartomány | Állam          | Más helyi kormányzat | Népesség                            |
| ---------------------- | ---------------------- | --------- | -------------- | -------------------- | ----------------------------------- |
| Antrim                 |                        | Ulster    | Észak-Írország |                      | 566 000 (becslés)                   |
| Armagh                 |                        | Ulster    | Észak-Írország |                      | 141 000                             |
| Carlow                 | Caterlaugh megye       | Leinster  | Ír Köztársaság |                      | 50 471                              |
| Cavan                  |                        | Ulster    | Ír Köztársaság |                      | 63 961                              |
| Clare                  | Thomond                | Munster   | Ír Köztársaság |                      | 110 800                             |
| Cork                   | (lásd Desmond)         | Munster   | Ír Köztársaság | City of Cork         | 480 909 (Cork város nélkül 361 766) |
| Dél-Dublin             | Dublin                 | Leinster  | Ír Köztársaság | City of Dublin       | 246 919                             |
| Dél-Tipperary          | Tipperary              | Munster   | Ír Köztársaság |                      | 83 052                              |
| Donegal                | Tyrconnel              | Ulster    | Ír Köztársaság |                      | 146 956                             |
| Down                   |                        | Ulster    | Észak-Írország |                      | 516 000 (becslés)                   |
| Dun Laoghaire-Rathdown | Dublin                 | Leinster  | Ír Köztársaság | City of Dublin       | 83 052                              |
| Észak-Tipperary        | Tipperary              | Munster   | Ír Köztársaság |                      | 65 988                              |
| Fingal                 | Dublin                 | Leinster  | Ír Köztársaság | City of Dublin       | 239 813                             |
| Fermanagh              |                        | Ulster    | Észak-Írország |                      |                                     |
| Galway                 |                        | Connacht  | Ír Köztársaság | City of Galway       | 159 052 (Galway City nélkül)        |
| Kerry                  | (lásd Desmond)         | Munster   | Ír Köztársaság |                      | 139 616                             |
| Kildare                |                        | Leinster  | Ír Köztársaság |                      | 186 075                             |
| Kilkenny               |                        | Leinster  | Ír Köztársaság |                      | 87 394                              |
| Laois                  | Királynő megyéje, Leix | Leinster  | Ír Köztársaság |                      | 69 012                              |
| Leitrim                |                        | Connacht  | Ír Köztársaság |                      | 28 837                              |
| Limerick               |                        | Munster   | Ír Köztársaság | City of Limerick     | 131 303 (Limerick City nélkül)      |
| Londonderry            | (lásd Coleraine)       | Ulster    | Észak-Írország |                      |                                     |
| Longford               |                        | Leinster  | Ír Köztársaság |                      | 34 361                              |
| Louth                  |                        | Leinster  | Ír Köztársaság |                      | 110 894                             |
| Mayo                   |                        | Connacht  | Ír Köztársaság |                      | 123 648                             |
| Meath                  |                        | Leinster  | Ír Köztársaság |                      | 162 621                             |
| Monaghan               |                        | Ulster    | Ír Köztársaság |                      | 55 816                              |
| Offaly                 | King's County          | Leinster  | Ír Köztársaság |                      | 70 604                              |
| Roscommon              |                        | Connacht  | Ír Köztársaság |                      | 58 700                              |
| Sligo                  |                        | Connacht  | Ír Köztársaság |                      | 60 863                              |
| Tyrone                 |                        | Ulster    | Észak-Írország |                      | 166 516 (becslés)                   |
| Waterford              |                        | Munster   | Ír Köztársaság | City of Waterford    | 113 241 (2002)                      |
| Westmeath              |                        | Leinster  | Ír Köztársaság |                      | 79 403                              |
| Wexford                |                        | Leinster  | Ír Köztársaság |                      | 131 615                             |
| Wicklow                |                        | Leinster  | Ír Köztársaság |                      | 114 676 (2002                       |

Népesség a 2006-os népszámlálás adatai szerint, ha nincs másképp jelölve.